# Alexandra Johansen
Alexandra Johansen (født 1994) er en dansk atlet medlem af Køge Atletik.
Alexandra Johansen vandt som 17-årig bronze ved inde-DM på 800 meter 2011.

## Danske mesterskaber
- Bronze 2011 800 meter-inde 2,18,83